# Исламович, Дино (черногорский футболист)
Дино Исламович (швед. Dino Islamovic; род. 17 января 1994, Худиксвалль, Евлеборг) — черногорский и шведский футболист, нападающий клуба «Кальмар».

## Клубная карьера
Является воспитанником «Мальмё». Весной 2012 года контракт с клубом завершился, и у нападающего были варианты продолжения карьеры с нидерландским «Херенвеном» и итальянским клубом, но в конце марта он перешёл в английский «Фулхэм». Выступал за молодёжную команду клуба. В апреле 2014 года проходил просмотр в нидерландском «Гронингене», с которым после окончания контракта летом того же года подписал двухлетнее соглашение. 10 августа дебютировал за клуб в чемпионате Нидерландов в игре с «Гоу Эхед Иглз», появившись на поле в конце второго тайма.
В феврале 2017 года вернулся в Швецию, присоединившись к «Треллеборгу». В декабре того же года в качестве свободного агента перешёл в «Эстерсунд», выступавший в Алльсвенскане. В его составе 1 апреля 2018 года дебютировал в чемпионате Швеции во встрече с «Юргорденом», выйдя в стартовом составе. За два сезона в команде принял участие в 60 матчах, в которых забил 21 мяч.
Перед сезоном 2020 года перешёл в норвежский «Русенборг», с которым подписал контракт, рассчитанный на три года. В феврале 2022 года стал игроком корейского «Канвона». В К-лиге провёл 13 матчей и забил два гола. Летом 2023 года расторг соглашение с клубом. Вторую половину года оставался без клуба, тренируясь в составе «Треллеборг». 1 февраля 2024 года подписал контракт на полтора года с «Кальмаром».

## Клубная статистика
| Выступление      | Выступление      | Выступление      | Лига | Лига | Кубки | Кубки | Конт. кубки | Конт. кубки | Разное | Разное | Итого | Итого |
| Клуб             | Лига             | Сезон            | Игры | Голы | Игры  | Голы  | Игры        | Голы        | Игры   | Голы   | Игры  | Голы  |
| ---------------- | ---------------- | ---------------- | ---- | ---- | ----- | ----- | ----------- | ----------- | ------ | ------ | ----- | ----- |
| Гронинген        | Эредивизи        | 2014/15          | 11   | 0    | 3     | 1     | 1           | 0           | 0      | 0      | 15    | 1     |
| Гронинген        | Эредивизи        | 2015/16          | 0    | 0    | 0     | 0     | 0           | 0           | 0      | 0      | 0     | 0     |
| Гронинген        | Итого            | Итого            | 11   | 0    | 3     | 1     | 1           | 0           | 0      | 0      | 15    | 1     |
| Треллеборг       | Суперэттан       | 2017             | 27   | 8    | 4     | 1     | 0           | 0           | 2      | 1      | 33    | 10    |
| Треллеборг       | Итого            | Итого            | 27   | 8    | 4     | 1     | 0           | 0           | 2      | 1      | 33    | 10    |
| Эстерсунд        | Алльсвенскан     | 2018             | 22   | 9    | 5     | 2     | 1           | 0           | 0      | 0      | 28    | 11    |
| Эстерсунд        | Алльсвенскан     | 2019             | 28   | 7    | 4     | 3     | 0           | 0           | 0      | 0      | 32    | 10    |
| Эстерсунд        | Итого            | Итого            | 50   | 16   | 9     | 5     | 1           | 0           | 0      | 0      | 60    | 21    |
| Русенборг        | Элитсерия        | 2020             | 27   | 12   | 0     | 0     | 4           | 2           | 0      | 0      | 31    | 14    |
| Русенборг        | Элитсерия        | 2021             | 21   | 6    | 0     | 0     | 5           | 4           | 0      | 0      | 26    | 10    |
| Русенборг        | Итого            | Итого            | 48   | 18   | 0     | 0     | 9           | 6           | 0      | 0      | 57    | 24    |
| Канвон           | К-лига 1         | 2022             | 5    | 2    | 0     | 0     | 0           | 0           | 0      | 0      | 5     | 2     |
| Канвон           | К-лига 1         | 2023             | 8    | 0    | 0     | 0     | 0           | 0           | 0      | 0      | 8     | 0     |
| Канвон           | Итого            | Итого            | 13   | 2    | 0     | 0     | 0           | 0           | 0      | 0      | 13    | 2     |
| Кальмар          | Алльсвенскан     | 2024             | 12   | 3    | 3     | 0     | 0           | 0           | 0      | 0      | 15    | 3     |
| Кальмар          | Итого            | Итого            | 12   | 3    | 3     | 0     | 0           | 0           | 0      | 0      | 15    | 3     |
| Всего за карьеру | Всего за карьеру | Всего за карьеру | 161  | 47   | 19    | 7     | 11          | 6           | 2      | 1      | 193   | 61    |

## Статистика в сборной

### Швеция
| Матчи и голы Дино Исламович за национальную сборную Швеции | Матчи и голы Дино Исламович за национальную сборную Швеции | Матчи и голы Дино Исламович за национальную сборную Швеции | Матчи и голы Дино Исламович за национальную сборную Швеции | Матчи и голы Дино Исламович за национальную сборную Швеции | Матчи и голы Дино Исламович за национальную сборную Швеции |
| №                                                          | Дата                                                       | Оппонент                                                   | Счёт                                                       | Голы                                                       | Соревнование                                               |
| ---------------------------------------------------------- | ---------------------------------------------------------- | ---------------------------------------------------------- | ---------------------------------------------------------- | ---------------------------------------------------------- | ---------------------------------------------------------- |
| 1                                                          | 9 января 2020                                              | Молдова                                                    | 1:0                                                        | 0                                                          | Товарищеский матч                                          |

Итого:1 матч и 0 голов; 1 победа, 0 ничьих, 0 поражений.

### Черногория
| Матчи и голы Дино Исламовича за национальную сборную Черногории | Матчи и голы Дино Исламовича за национальную сборную Черногории | Матчи и голы Дино Исламовича за национальную сборную Черногории | Матчи и голы Дино Исламовича за национальную сборную Черногории | Матчи и голы Дино Исламовича за национальную сборную Черногории | Матчи и голы Дино Исламовича за национальную сборную Черногории |
| №                                                               | Дата                                                            | Оппонент                                                        | Счёт                                                            | Голы                                                            | Соревнование                                                    |
| --------------------------------------------------------------- | --------------------------------------------------------------- | --------------------------------------------------------------- | --------------------------------------------------------------- | --------------------------------------------------------------- | --------------------------------------------------------------- |
| 1                                                               | 5 сентября 2020                                                 | Кипр                                                            | 2:0                                                             | 0                                                               | Лига наций УЕФА 2020/2021                                       |
| 2                                                               | 8 сентября 2020                                                 | Люксембург                                                      | 1:0                                                             | 0                                                               | Лига наций УЕФА 2020/2021                                       |
| 3                                                               | 10 октября 2020                                                 | Азербайджан                                                     | 2:0                                                             | 0                                                               | Лига наций УЕФА 2020/2021                                       |
| 4                                                               | 13 октября 2020                                                 | Люксембург                                                      | 1:2                                                             | 0                                                               | Лига наций УЕФА 2020/2021                                       |
| 5                                                               | 11 ноября 2020                                                  | Казахстан                                                       | 0:0                                                             | 0                                                               | Товарищеский матч                                               |
| 6                                                               | 14 ноября 2020                                                  | Азербайджан                                                     | 0:0                                                             | 0                                                               | Лига наций УЕФА 2020/2021                                       |
| 7                                                               | 17 ноября 2020                                                  | Кипр                                                            | 4:0                                                             | 0                                                               | Лига наций УЕФА 2020/2021                                       |
| 8                                                               | 30 марта 2021                                                   | Норвегия                                                        | 0:1                                                             | 0                                                               | Отборочные матчи ЧМ-2022                                        |

Итого:8 матчей и 0 голов; 4 победы, 2 ничьих, 2 поражения.